# Battlestar Galactica (serie de televisión de 1978)

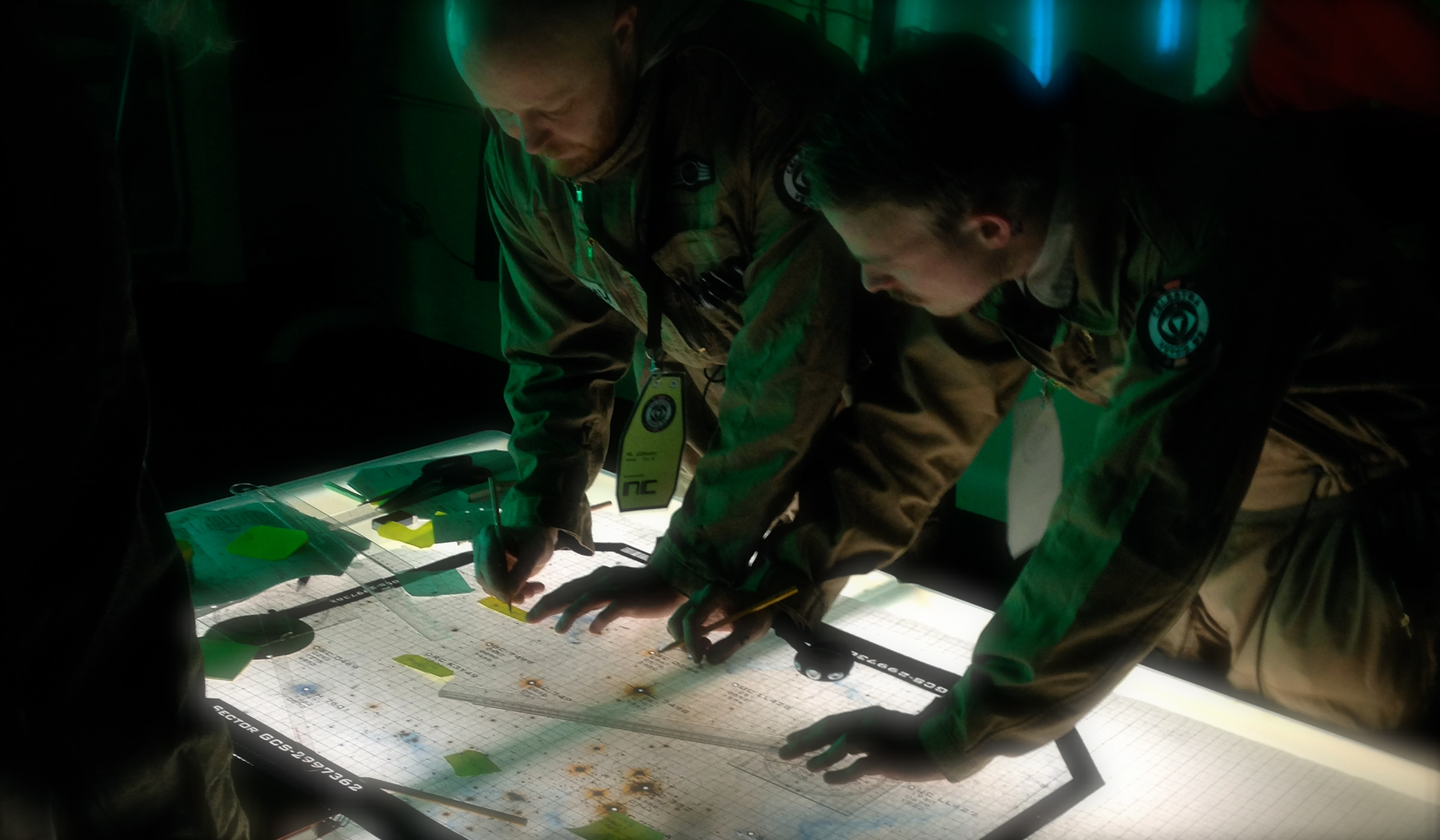
Escena de la serie en TV de Battlestar Galactica (1978).

Battlestar Galactica es una serie de televisión de ciencia ficción de Estados Unidos emitida en dos temporadas, la primera en 1978 y la segunda en 1980. En 2003 fue emitida una miniserie de dos episodios que ofició como episodio piloto para una nueva serie de mismo título que fue emitida a partir de 2004 y que llegó a conocer cuatro temporadas diferentes. Ambas series (la iniciada en 1978 y la iniciada en 2004) han dado lugar a películas para televisión. En 2010 se estrenó una tercera serie, precuela de la serie iniciada en 2004, denominada Caprica.
La serie de 1978 se dobló al castellano en España con el título de Galáctica, estrella de combate. En Hispanoamérica el título atribuido fue Galactica, astronave de combate.
Con el tiempo Battlestar Galactica se ha convertido en una franquicia que ha generado libros adaptados, novelas, historietas y videojuegos.
La temporada original de 1978 fue, en su tiempo, la serie de televisión con mayor presupuesto de la historia.

## Argumento común
La base argumental pretende que en algún lugar distante de la galaxia existe, en un grupo de doce planetas, una civilización humana llamada las Doce Colonias de Kobol, la cual mantiene un débil armisticio con una raza de robots llamados cylons, quienes repentinamente, con ayuda del científico humano llamado Conde Baltar (Gaius Baltar en la serie de 2003), lanzan un ataque nuclear coordinado contra las colonias, devastando los doce planetas y exterminando sus poblaciones.
Todo lo que queda de la humanidad es una nave espacial militar de combate (battlestar) llamada Galactica y un grupo de naves espaciales civiles (cargueros, de pasajeros, cruceros recreativos, etc.) que se encontraban en vuelo durante el ataque o despegaron durante este. La Galactica evita su destrucción debido a que, de acuerdo con la serie original de 1978, estando en alerta roja logra repeler el ataque dirigido contra ella, a diferencia del resto de las battlestar que reaccionaron tarde; en la serie de 2003, en cambio, la Galactica sobrevive gracias a que siendo una nave anticuada, que estaba a punto de ser retirada de servicio para convertirse en museo, sus sistemas informáticos son indetectables para los cylons.
La Battlestar Galactica reúne a las mencionadas naves civiles en un convoy para ir en busca de la Tierra, la legendaria decimotercera colonia cuya ubicación es desconocida, mientras tratan de sobrevivir a los sucesivos ataques cylon y las traiciones de Baltar.

### Ambientación
Los nombres utilizados en la serie tienen reminiscencias griegas (la nave "Pegasus", la piloto "Atenea"), pero la ambientación general de la serie tiene una estética egipcia (por ejemplo, los cascos de los pilotos recuerdan el tocado (nemes) característico de los faraones). Por otro lado, cada capítulo tiene un argumento propio, muchas veces autónomo respecto al arco argumental de la serie. En particular, se considera que los episodios dobles se centran en los arcos argumentales principales de la serie, con ambientaciones cuidadas y relativamente homogéneas, y los episodios aislados ejercen de relleno.

### Línea argumental
El expansivo Imperio Cylon, una civilización de robots originalmente fabricados por una raza de reptiles a la que sustituyeron, decide acabar con la Humanidad, para lo que consigue la traición de un humano, el Conde Baltar, y lanza un ataque sobre las doce colonias de Kobol, los doce planetas habitados por humanos. El ataque destruye por completo los planetas y la civilización humana, de la que solamente sobreviven algunas personas que despegan durante o tras el ataque, o que se encontraban en el espacio. La flota militar humana es completamente destruida, salvo una nave de combate especialmente blindada, la Battlestar Galactica, al mando del Comandante Adama (Lorne Greene). Una treta de los principales protagonistas, los pilotos Apolo (Richard Hatch) y Starbuck (Dirk Benedict), consigue la destrucción de la nave base Cylon y la muerte de su emperador. El nuevo emperador Cylon, al que llevan al Conde Baltar para ejecutarlo a pesar de que ha traicionado a la raza humana, dado que fue programado tras la victoria y no considera la humanidad como un enemigo peligroso, le perdona la vida. A partir de aquí se suceden los restantes capítulos en los que la Galactica, guiada por Adama, y sus pilotos, bajo el mando del capitán Apolo (Richard Hatch), cruzan la galaxia encontrando olvidadas colonias humanas, razas humanoides y otras aventuras. Al final del último episodio la nave recibe, pero nadie se da cuenta, la emisión de televisión de la llegada del hombre a la Luna en 1969.

### Juicio con 20th Century Fox
20th Century Fox (estudios productores de Star Wars) denunció a Universal Studios (estudios productores de Battlestar Galactica) por robo de ideas, arguyendo que robaron 34 ideas distintas de Star Wars[cita requerida]. Universal rápidamente presentó también una denuncia, alegando que Star Wars previamente había robado ideas de la película Silent Running (1972) y de la serie Buck Rogers de los años 40. El juicio fue sobreseído en 1980.

## Serie original: inicio, final y obras derivadas
La primera serie se inició en julio de 1978 con un telefilme titulado Saga of a Star World. De una hora y cincuenta minutos de duración Saga of a Star World ofició como episodio piloto de la serie. La serie misma se emitió de septiembre de 1978 a abril de 1979 y dio lugar a una segunda temporada (comúnmente llamada Galactica 1980). La segunda temporada transcurre cuando los humanos han vuelto a la Tierra. Contó con un presupuesto y una calidad muy bajos y de ella solo llegaron a producirse diez episodios. Los tres primeros episodios de la primera serie, con ligerísimas modificaciones, se emitieron como una película entera con el título de Galactica en 1980.

## Galactica: The second coming
Richard Hatch ("Apolo"), tras su paso por Battlestar Galactica, llegó a escribir siete novelas sobre el universo imaginario en que se ambientaba la primera temporada de la serie, la última en 1997. Posteriormente, en 1999 dirigió un trailer promocional de 4 minutos y medio con factura profesional, Galactica: The Second Coming, con el objetivo de relanzar definitivamente la serie. Si bien no tuvo el éxito esperado, otro estudio compró la idea para hacer un "remake", que se convertiría en Battlestar Galactica (Reimagined Series).
Como honor especial, a Richard Hatch se le dio el papel de Tom Zarek, un secundario recurrente, con una importancia fundamental en determinados episodios. Pero no sin antes haber pasado por una etapa de acritud hacia los nuevos productores por hacer una revisita de la serie en vez de una continuación, acritud que finalizó cuando Roland Moore (el nuevo productor), invitado en una fiesta temática de Hatch con motivo del vigésimo quinto aniversario de la serie original, salió airoso de las preguntas que le hizo una audiencia francamente hostil.
Curiosamente, la mayor parte de las apariciones de Richard Hatch en la nueva serie son en directa confrontación verbal e ideológica con el capitán Apolo (Jamie Bamber), su papel original.